# Amando de Burdeos
Amando de Burdeos (Burdeos, último cuarto del siglo IV - 431 o 432) fue obispo de Burdeos. Es venerado como santo por diversas confesiones cristianas.

## Biografía
Originario de Burdeos, sucedió a San Delfín de Burdeos, que le había ordenado sacerdote, como obispo en 403. Evangelizó la región y convirtió, entre otros, a Paulino de Nola, que después le evocaría en sus obras.
Combatió la herejía gnóstica de Prisciliano.
- Datos: Q933438